# IPA fond
IPA FOND (engl. Instrument for Pre-Accession Assistance) je instrument za pretpristupnu pomoć koji je namenjen pružanju podrške zemljama kandidatima, kao i potencijalnim kandidatima za članstvo u EU. Uspostavljen je Uredbom Evropskog saveta br. 1085/2016 od 17. jula 2006. godine.
Prioriteti ovog programa su pružanje pomoći zemljama korisnika u ispunjavanju političkih, ekonomskih i drugih kriterijuma koji se odnose na usvajanje pravnih tekovina EU, izgradnju administrativnih kapaciteta i jačanje pravosuđa, kao i pomoć zemljama u procesu priprema za korišćenje strukturnih i kohezionih fondova EU nakon pristupanja Evropskoj uniji.
Pomoć treba da pruži podršku zemljama kandidatima, kao i potencijalnim kandidatima, u njihovim naporima jačanja demokratskih institucija i vladavine prava, reformi državne uprave, reformi privrede, poštovanju ljudskih i manjinskih prava, promociji jednakosti između polova, jačanju civilnog društva, unapređenju regionalne saradnje, dostizanju održivog razvoja.

## Istorija
U periodu od 1990-1999, EU je slala pomoć Balkanu, u okviru raznih programa koji su bili odgovor na hitne potrebe zemalja ratovima i krizom zahvaćenog regiona, a svi imali jednu zajedničku osobinu - bili su kreirani od slučaja do slučaja, dakle, nije bilo neke „strategije i sistema“. Jedan od poznatijih programa iz ovog perioda zvao se OBNOVA. U sledećem periodu, uslovno od 2000- 2006, okosnica pomoći bio je program CARDS (skraćenica od Community Assistance for Reconstruction, Development and Stabilisation, što na srpskom znači: Pomoć Zajednice za obnovu, razvoj i stabilizaciju) koji je otišao korak dalje i za ciljeve postavio stabilizaciju i razvoj regiona, ali i doneo novi model „upravljanja sredstvima“. U Srbiji se još svi sećaju Evropske agencije za rekonstrukciju - ili EAR (European Agency for Reconstruction) - koja je bila glavna institucija za „implementaciju“ pomoći, dakle, ona koja se brinula da novac na raspolaganju Srbiji bude iskorišćen u prave svrhe. Treći period počinje uvođenjem IPA 2007. godine, čime su zamenjeni svi prethodni instrumenti pomoći koje je Evropska unij a imala za zemlje Zapadnog Balkana.

## Vrednost
Ukupna vrednost finansijske podrške EU Srbiji kroz IPA, za period 2007-2013, iznosi oko 1,4 milijarde evra. Evropska unija je predvidela ta sredstva u svom budžetu, odnosno stavila na raspolaganje Srbiji. Sredstva koja Srbija ne iskoristi ostaju u budžetu Evropske unije i ne mogu se prebaciti npr. na sledeću godinu, već će ih EU potrošiti na nešto drugo.

## Komponente
IPA je tako kreirana da pruža podršku u svim oblastima koje su važne za proces pridruživanja država Evropskoj uniji. IPA I u praksi funkcioniše raspodelom sredstava na pet „komponenti“ odnosno celina i to:
1. Pomoć tranziciji i izgradnja institucija;
2. Prekogranična saradnja;
3. Regionalni razvoj;
4. Razvoj ljudskih resursa;
5. Ruralni razvoj.

Zemljama koje još nisu stekle status države kandidata za članstvo u EU, namenjeno korišćenje sredstava kroz prve dve komponente. Važno je naglasiti i da se projekti koji potpadaju pod preostale tri komponente mogu finansirati kroz prvu komponentu. Onim državama koje su stekle status kandidata za članstvo u EU sleduje korišćenje sredstava kroz svih pet komponenti.

## Korišćenje sredstava iz IPA fonda
Sredstva iz IPA se mogu koristiti u osnovi na četiri načina.Kao „tehnička pomoć“, što obično uključuje angažovanje eksperata, konsultanata, koji onda pružaju usluge našim institucijama, Zatim, kroz „tvining“ (twinning) - što znači uparivanje, kada se jedna domaća institucija, npr. Odeljenje za zaštitu potrošača upari sa institucijom sličnog tipa iz neke od država članica Evropske unije, i sprovodi projekat zajedno sa njom koji se tiče prenošenja znanja, iskustava, pružanja pomoći na usklađivanju propisa, itd; 3.Potom, „investicioni projekti“, koji uglavnom uključuju nabavku opreme, izvođenje radova, sprovođenje finansijskih aranžmana sa drugim finansijskim institucijama. Da bi se usvojio ovakav jedan projekat, neophodno je pripremiti odgovarajuću projektnu dokumentaciju, npr. studiju izvodljivosti, finansijske i ekonomske analize, procenu uticaja na životnu sredinu, dozvole, itd. I na kraju, „grantovi“, koji predstavljaju dodelu sredstava za finansiranje posebnih projekata civilnog društva, lokalne samouprave, agencija, itd. Obično funkcionišu tako što se raspiše poziv za prikupljanje projekata, gde ovlašćeni predlagači pripremaju predloge projekata u odgovarajućem formatu.

## Korisnici IPA sredstava
Najveći i najznačajniji korisnici su vladine institucije, jer one donose i primenjuju najveći deo reformskih zakona i propisa. Samim tim, ovlašćeni predlagači za predlaganje projekata tokom procesa programiranja su ministarstva, posebne organizacije i službe Vlade, Narodna skupština, Narodna banka Srbije. Isto tako, deo sredstava se izdvaja i za lokalnu samoupravu i organizacije civilnog društva, koje su pored Vlade najvažniji akteri i partneri u procesu evropske integracije. Iz tog razloga ovlašćeni predlagači su u obavezi da obezbede koordinaciju i konsultacije u procesu programiranja IPA sa svim zainteresovanim stranama (tzv. princip partnerstva). Što se tiče privatnih preduzeća, iako ne mogu biti predlagači projekata, mogu biti korisnici raznih programa obuke za mala i srednja preduzeća, npr. o tome kako da sprovode donete propise. Ona mogu biti korisnici manjih grantova za ulaganja u oblastima koje su označene kao razvojni cilj u samom predlogu projekta - npr. ulaganja u projekte korišćenja obnovljivih izvora energije, ili tome slično. Međutim, da bi privatna firma bila korisnik sredstva, potrebno je da ispoštuje niz EU pravila, kao što su otvoreni postupak izbora preduzeća za iznose iznad određenog limita, nepristrasno i transparentno dodeljivanje sredstava usmerenih ka određenom cilju koji je državni cilj, a realizuje se aktivnostima privatnih preduzeća, itd.

## Članstvo u EU
Jednom kada zemlja postane članica Evropske unije, ona više neće koristiti IPA sredstva, već sredstva koja se koriste kroz regionalnu politiku EU, a to su strukturni fondovi I kohezioni fond EU. Ta sredstva su po obimu mnogo veća, ali se njihova „implementacija“ isključivo zasniva na principima decentralizovanog sistema upravljanja. U periodu kada je za sve države koje koriste IPA sredstva (2007 – 2013) izvojeno 11,5 milijardi evra, kroz strukturne fondove i kohezioni fond za države članice izvojeno je oko 350 milijardi evra.

## Spoljašnje veze
- EU
- IPA
- IPA fondovi Архивирано на веб-сајту  (12. април 2015)
- Šta je meni IPA fond?